# Siné Godar
 (mars 2024).
Siné Godar est un village de la région de Tillabéri, au Niger. Il est situé près de la frontière avec le Mali. Le village se trouve à quatre heures de route de Niamey, la capitale du pays. En février 2012, en raison du conflit au nord du Mali, 7 000 personnes, après avoir traversé la frontière, se sont installées dans un camp de réfugiés, où ne vivaient jusqu'à présent que 1 500 personnes,,.